# Тяжёлый дым
«Тяжёлый дым» — рассказ Владимира Набокова, относящийся к русскому периоду его творчества. Был написан и опубликован (под псевдонимом В. Сирин) в 1935 году, вошёл в состав сборника «Весна в Фиальте» (Нью-Йорк, 1956).

## Сюжет и история текста
Герой рассказа — молодой поэт-эмигрант, который лежит на кушетке, потом идёт на кухню, чтобы попросить у отца папирос для сестры, а по возвращении придумывает новую строку стихотворения.
«Тяжёлый дым» был написан в феврале 1935 года и увидел свет в русской эмигрантской газете «Последние новости», выходившей в Париже, 3 марта того же года. В 1956 году автор включил рассказ в сборник «Весна в Фиальте», в 1973 году опубликовал его перевод на английский язык («акробатически верный», по словам самого Набокова) в американском журнале Triquarterly. Вторую публикацию писатель снабдил комментарием: «Рассказ принадлежит к циклу моей короткой прозы, выросшей из эмигрантской жизни в Берлине поры между 1920 и поздними тридцатыми годами. Искатели лакомых кусочков биографии должны быть предупреждены, что главным моим наслаждением в сочинении тех вещиц было безжалостное изобретательство целой вереницы изгнанников — ни характером, ни классом, ни внешними чертами, ни чем-либо другим совершенно не похожих ни на кого из Набоковых».